# 布雷瑟湖
53°40′55.75″N 12°7′31.00″E / 53.6821528°N 12.1252778°E

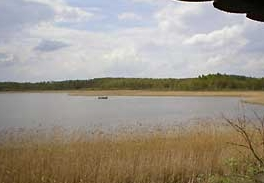

布雷瑟湖（德語：Breeser See），是德國的湖泊，位於該國東北部，由梅克倫堡-前波美拉尼亞州負責管轄，處於羅斯托克縣，面積0.37平方公里，海拔高度40米，最大水深1.5米。